# Jazz Messengers (album)
Albums de Art Blakey
A Night in Tunisia
(1960) Mosaic
(1961)
Jazz Messengers est un album de jazz de 1961 publié par Art Blakey & the Jazz Messengers pour Impulse! Records. S'étendant à un sextuor pour la première fois, c'était le dernier enregistrement du groupe avec Bobby Timmons, qui serait remplacé par Cedar Walton.

## Accueil
Dans sa critique de DownBeat du 4 janvier 1962, le critique Ira Gitler a commenté : « C'est un changement de rythme par rapport aux versions les plus récentes de Messenger. Il n'y a qu'un seul original ; les autres sont des standards qui n'ont pas été exagérés. » Le critique d'AllMusic, Steven McDonald, l'a décrit comme : « Un ensemble absolument merveilleux de 1961 de Blakey, qui démontre ici comment être parfait sans évacuer l'émotion d'une performance. »

## Liste des pistes
1. "À la Mode" (Curtis Fuller) — 6:40
2. "Invitation" (Bronislau Kaper, Paul Francis Webster) — 7:25
3. "Circus" (Lou Alter, Bob Russell) — 5:12
4. "You Don't Know What Love Is" (Gene de Paul, Don Raye) — 6:55
5. "I Hear a Rhapsody" (Jack Baker, George Fragos, Dick Gasparre) — 6:30
6. "Gee Baby, Ain't I Good to You" (Andy Razaf, Don Redman) — 5:00

## Musiciens
- Art Blakey — batterie
- Lee Morgan — trompette
- Curtis Fuller — trombone
- Wayne Shorter — saxophone ténor
- Bobby Timmons — piano
- Jymie Merritt — basse